# Konferencja w Quebecu (1943)

Konferencja w Quebecu, 18 sierpnia 1943 roku. W pierwszym rzędzie, od lewej do prawej: King, Roosevelt i Churchill. Za nimi: gen. Henry Arnold (dowódca USAAF), marszałek lotnictwa Charles Portal (szef sztabu lotnictwa), gen. Alan Brooke (szef Imperialnego Sztabu Generalnego), adm. Ernest King (Szef Operacji Morskich), marszałek polny John Dill (najstarszy stopniem przedstawiciel British Army), gen. George Marshall (szef sztabu US Army), adm. Dudley Pound (Pierwszy Lord Morski) i adm. William Leahy (szef sztabu Roosevelta)

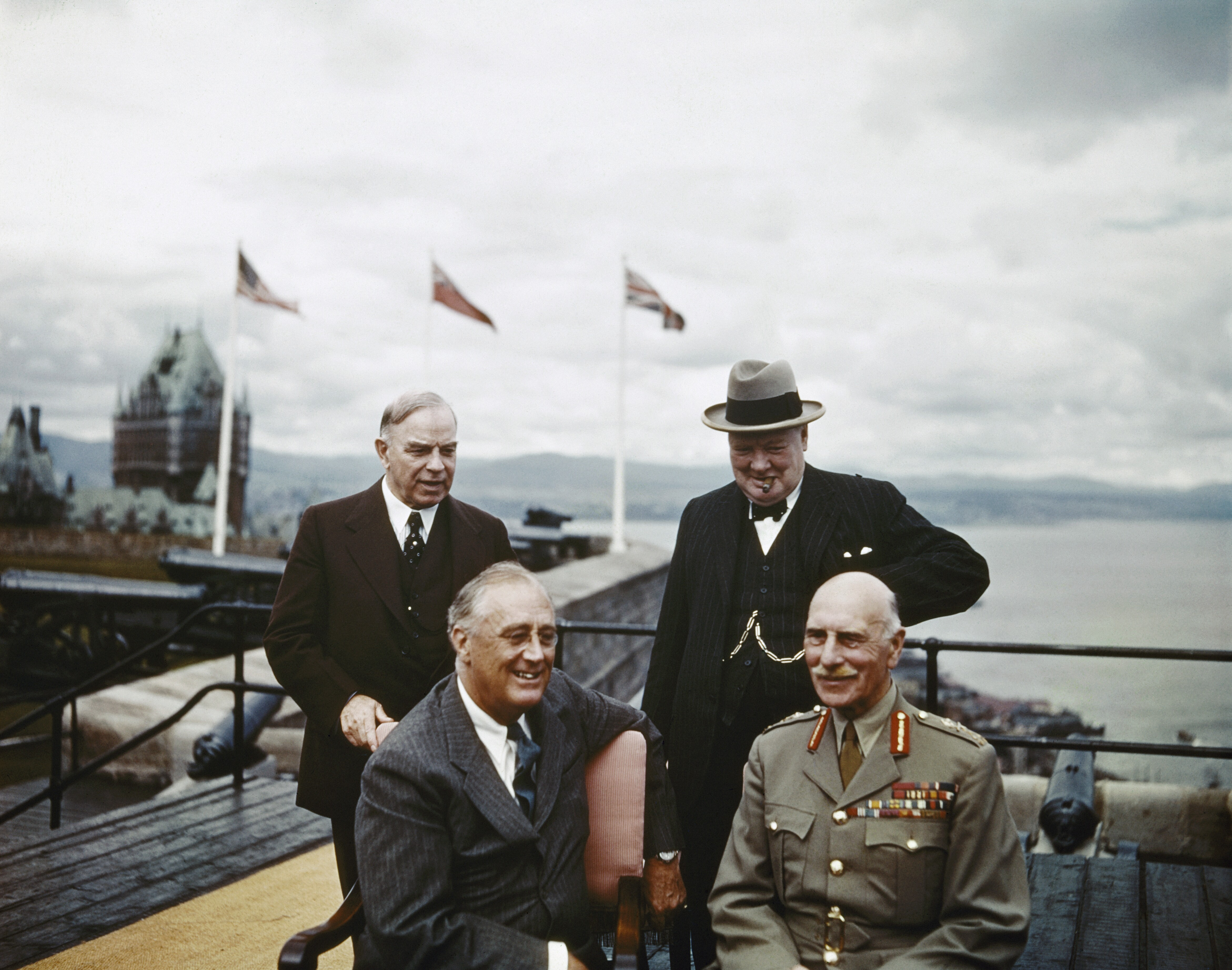
Mackenzie King, Franklin Roosevelt, Winston Churchill i hrabia Athlone w Cytadeli w Quebecu

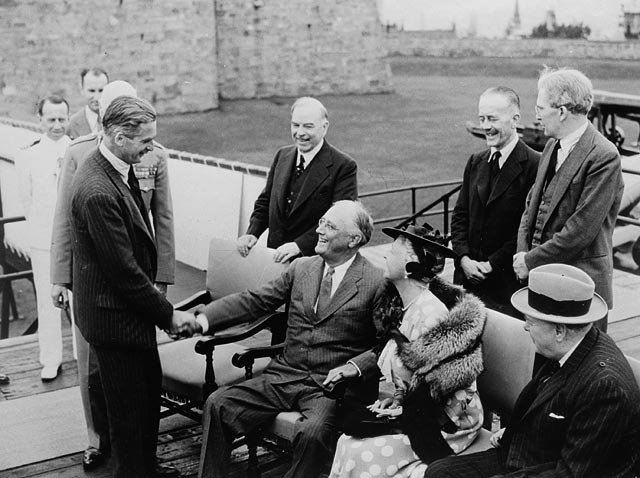
Prezydent Roosevelt wita brytyjskiego ministra spraw zagranicznych Anthony’ego Edena w Quebecu

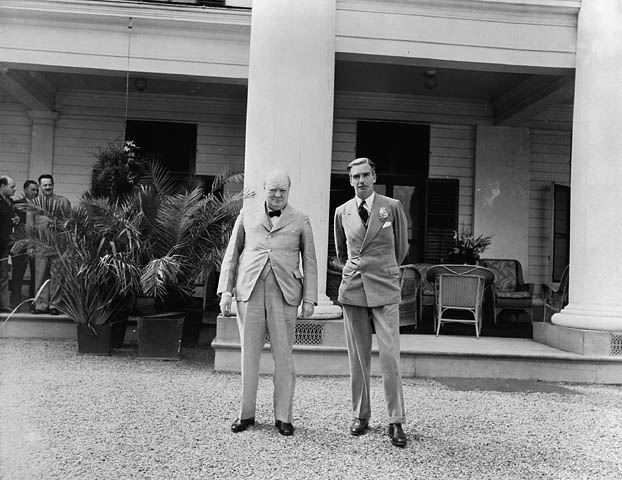
Premier Wielkiej Brytanii Winston Churchill i minister spraw zagranicznych Anthony Eden w Quebecu

Konferencja w Quebecu, kryptonim „QUADRANT” – ściśle tajna konferencja wojskowa zorganizowana podczas II wojny światowej przez rządy Wielkiej Brytanii, Kanady i Stanów Zjednoczonych w mieście Quebec w dniach 17–24 sierpnia 1943 roku. Rozmowy odbywały się głównie w Cytadeli i Château Frontenac. Głównymi gośćmi byli brytyjski premier Winston Churchill i amerykański prezydent Franklin Delano Roosevelt, a gospodarzem kanadyjski premier William Lyon Mackenzie King.

## Konferencja
Chociaż Churchill zasugerował, aby Mackenzie King był zaangażowany we wszystkie dyskusje, Roosevelt zawetował ten pomysł ze względu na obawę, że przyszłe konferencje będą oblegane przez przedstawicieli wszystkich narodów alianckich domagających się swojej reprezentacji. W rezultacie obecność Mackenzie Kinga miała charakter niemal wyłącznie ceremonialny. Józef Stalin, przywódca Związku Radzieckiego, został natomiast zaproszony do udziału w konferencji, ale nie wziął w niej udziału z powodu trudniej sytuacji na froncie wschodnim (trwała wówczas bitwa na łuku kurskim) i wynikających z niej jego obowiązków wojskowych. Gdyby Stalin przyjął zaproszenie, wówczas konferencja w Quebecu stałaby się pierwszą konferencją wielkiej trójki.
Na konferencji w Quebecu alianci zgodzili się rozpocząć dyskusje na temat planowania inwazji na Francję, o kryptonimie Overlord, w tajnym raporcie Połączonych Szefów Sztabów. Uzgodniono, że Overlord rozpocznie się 1 maja 1944 roku, ale później ustalenia te zostały zrewidowane i ustalono późniejszy termin. Jednak Overlord nie był jedyną opcją inwazji, jaką rozważano; na przykład operacja Jupiter (lądowanie w północnej Norwegii) pozostawała wciąż realną alternatywą, gdyby Niemcy okazali się zbyt potężni na francuskim wybrzeżu. Na Morzu Śródziemnym (teatr działań wojennych, do którego Churchill był najmocniej przywiązany) przywódcy alianccy postanowili skoncentrować więcej sił, aby usunąć Włochy z sojuszu państw Osi i zająć je wraz z Korsyką. Churchill i Roosevelt zgodzili się co do tego, że zaakceptują jedynie bezwarunkową kapitulację z Włoch, która doprowadzi do całkowitego i natychmiastowego zaprzestania walk z wojskami tego państwa, gdziekolwiek one stacjonują. Do przywódców alianckich w czasie konferencji dotarły wieści o upadku Sycylii, kończącym operację, która trwała zaledwie 38 dni. Zdecydowano wtedy, że inwazja na Włochy kontynentalne rozpocznie się 3 września 1943 roku. Jednak, ja się później okazało, tego samego dnia podpisano zawieszenie broni, które oficjalnie wyłączyło Włochy z wojny.
Było jasne, że kwestia wyeliminowanie Włoch z wojny była głównym priorytetem aliantów na konferencji w Quebecu; miało to nastąpić najpóźniej do końca 1943 roku. Następnym celem było pokonanie Niemiec jesienią 1944 roku, co pozostawiłoby Japonię osamotnioną w gronie państw Osi.
Dyskutowano także o poprawie koordynacji wspólnych wysiłków Amerykanów, Brytyjczyków i Kanadyjczyków w celu opracowania bomby atomowej. Churchill i Roosevelt, bez udziału Mackenzie Kinga, podpisali porozumienie z Québecu, stwierdzając w nim, że technologia jądrowa nigdy nie będzie używana przez ich państwa przeciwko sobie nawzajem, że nie użyją jej przeciwko państwom trzecim bez swojej wzajemnej zgody, a także, że program Tube Alloys nie będzie omawiany z państwami trzecimi. Kanada, choć nie była reprezentowana na tym konkretnym spotkaniu, odegrała kluczową rolę w zawarciu tego porozumienia, ponieważ była głównym źródłem uranu i ciężkiej wody, które są niezbędne przy produkcji bomby atomowej.
Po konferencji Churchill przebywał na urlopie w obozie rybackim, a następnie 31 sierpnia 1943 roku wygłosił przez radio przemówienie radiowe przed udaniem się w podróż specjalnym pociągiem do Waszyngtonu w celu kontynuowania rozmów z Rooseveltem.

## Bezpieczeństwo
Biorąc pod uwagę bardzo dużą wagę i tajność tematów omawianych na konferencji, kwestie bezpieczeństwa w Château Frontenac i Cytadeli były niezwykle istotne. 25-letni starszy sierżant sztabowy Canadian Army Émile Couture był odpowiedzialny za sprzątanie biur w obu tych lokalizacjach po zakończeniu konferencji. Couture znalazł skórzaną teczkę ze złotym napisem „Churchill-Roosevelt, Quebec Conference, 1943” i zachował ją jako pamiątkę, nie zdając sobie sprawy z tego, że zawiera ona prawie kompletne plany operacji Overlord. Tego wieczora Couture odkrył zawartość teczki i zdając sobie sprawę z niezwykle wrażliwego charakteru tych dokumentów, schował ją pod materac swojego łóżka, aby upewnić się, że jej nie znajdzie, dopóki nie zwróci jej następnego dnia rano. Couture został przesłuchany przez Scotland Yard i FBI, aby upewnić się, że żadne informacje nie wyciekły. Na drugiej konferencji w Quebecu Couture został odznaczony Medalem Imperium Brytyjskiego za milczenie, choć oficjalnie przypisywano mu „zasługi na służbie”. Dopiero w 1972 roku Couture udzielił wywiadu dziennikarce Lise Payette w programie radiowym Radio-Canada Appelez-moi Lise na ten temat. Inne wywiady udzielone prasie przez Couture’a na ten temat zostały umieszczone w stałej ekspozycji Muzeum 22 Królewskiego Pułku Piechoty w Cytadeli w Quebecu.